# Ursula Egli-Seliner

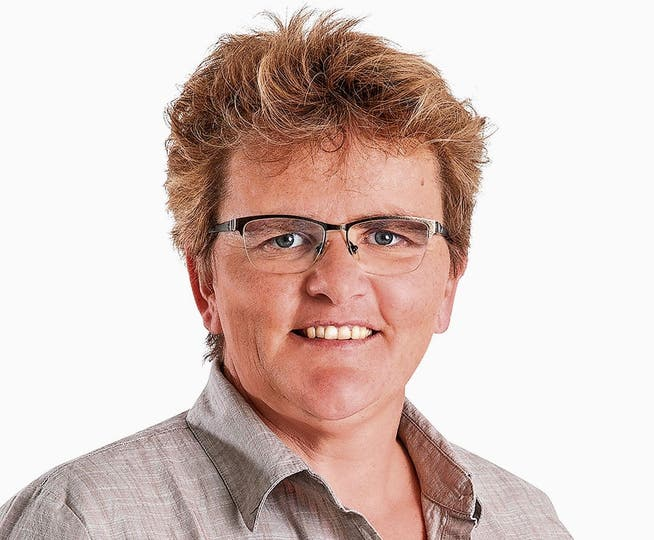
Ursula Egli-Seliner (2020)

Ursula Egli-Seliner (* 12. August 1970) ist eine Schweizer Politikerin (SVP). Sie sitzt für den Wahlkreis Wil im St. Galler Kantonsrat.

## Leben und Wirken
Egli-Seliner engagierte sich von 2007 bis 2015 im Vorstand des Hauswirtschaftsverbandes Ostschweiz. Ihre politische Karriere begann mit der Wahl ins Stadtparlament von Wil im Jahr 2013, das sie im Jahr 2017 präsidierte. Von 2015 bis 2021 präsidierte sie die Ortspartei in Wil. 2016 wurde sie von der Bevölkerung im Wahlkreis Wil in den Kantonsrat gewählt.
Bei den Erneuerungswahlen 2020 der Stadt Wil bewarb sich Egli-Seliner erfolgreich für einen Sitz im Stadtrat. Seit 1. Januar 2021 ist sie Stadträtin. Sie führt dort das Departement Bau, Umwelt und Verkehr (BUV). Sie ist damit die erste SVP Vertretung im Wiler Stadtrat. 
2023 kam es gegen Egli-Seliner zu Vorwürfen wegen angeblichem Mobbing, im Zusammenhang mit der Kündigung der damaligen Stadtplanerin. Egli wies diese Vorwürfe dezidiert zurück.  Bei den Erneuerungswahlen am 22. September 2024 verpasste sie im ersten Wahlgang knapp (mit nur 74 Stimmen) das absolute Mehr und musste im zweiten Wahlgang antreten. Die GPK des Wiler Stadtparlaments verwendete in ihrem nach dem ersten Wahlgang veröffentlichten Bericht das arbeitsrechtlich relevante Wort «Mobbing» nicht. Die GPK stellte e in ihrem Bericht fest, dass Egli-Seliner beabsichtigte der Stadtplanerin zu kündigen und ihr ordentlichen Lohnstufenanstieg zu verweigern ohne zulässige Gründe. In beiden Fällen sei die Stadträtin vom Gesamtstadtrat zurechtgewiesen worden. Ursula Egli gab in einer persönlichen Stellungnahme an, dass sie Fehler gemacht habe und heute anders handeln würde.
Egli-Seliner ist mit dem ehemaligen SVP-Kantonsrat Lorenz Egli verheiratet und Mutter von vier Kindern. Ihr Sohn Dominik Egli ist Stadtparlamentarier und seit 2024 ebenfalls Kantonsrat. Sie hat das Bürgerrecht von Wil und Schänis, lebt in Rossrüti und arbeitet als Bäuerin und Hauspflegerin.